# はなあかり
はなあかりは、西日本旅客鉄道（JR西日本）が保有する鉄道車両の愛称。本項ではこの車両を使用した観光列車についても記述する。

## 概要
2022年（令和4年）10月12日に行われた社長会見において導入が発表された。
「季節ごとに運行エリアを変えて、お客様と各地域を結び、地域のとっておきを発信する」列車として、JR西日本管内の各路線で運行することを想定している。第1弾は、2024年（令和6年）秋より開催される「北陸デスティネーションキャンペーン」開催にあわせ、同年3月16日に金沢駅 - 敦賀駅間が延伸開業した北陸新幹線に接続する小浜線を中心に、若狭・京都府北部を経由し城崎温泉を結ぶ観光列車として運行される。
車両デザインは「WEST EXPRESS 銀河」や「やくも」用の273系電車などを手掛けた川西康之が監修している。

### 列車名の由来
列車名は「地域に光を当て、地域が華やぐイメージ」「西日本の様々な地域のとっておきに『あかりを灯す』列車であること、地域を明るく
する列車であることを表現する」としている。

## 運行形態

### 2024年（令和6年）秋
2024年（令和6年）10月5日 - 12月22日まで、土曜日に敦賀発城崎温泉行き、日曜日に城崎温泉発敦賀行きが1日1本ずつ運行された。ただし、城崎温泉行きは宮津駅・天橋立駅・夕日ヶ浦木津温泉駅からの乗車、敦賀行きは宮津駅・天橋立駅・夕日ヶ浦木津温泉駅での降車はできない。
小浜駅 - 天橋立駅間において、地元食材を使用した弁当が用意される。ただし、観光ナビ「tabiwa by WESTER」での事前予約に加え、小浜駅 - 天橋立駅間を通し乗車する場合のみ購入可能となっている。
| 実施駅・区間                                 | 内容 |
| -------------------------------------------- | --- |
| 美浜駅                                       | ノベルティグッズの配布 道の駅 若狭美浜はまびよりでで利用できる割引券の配布 スタンプラリーの実施 へしこの試食・地酒の試飲（下りのみ） |
| 若狭本郷駅 （上りのみ）                      | 「SL義経号」と「風車の駅」を背景に記念撮影 特産品の販売 来訪記念の硬券ノベルティ配布                                                 |
| 東舞鶴駅                                     | 横断幕を手にお見送り ホームにフォトパネルを設置 お土産の販売                                                                         |
| 夕日ヶ浦木津温泉駅 - 城崎温泉駅 （10/5のみ） | 麦わら細工についての解説 |

| 展示車両 | 内容                   |
| -------- | ---------------------- |
| 全車両   | 越前和紙フラワー       |
| 1号車    | 越前和紙フラワーアート |
| 1号車    | 丹後テキスタイルアート |

#### 停車駅
敦賀駅 - 美浜駅 -〔十村駅〕-〔上中駅〕- 小浜駅 -〔若狭本郷駅〕-（若狭高浜駅）- 東舞鶴駅 - 宮津駅 - 天橋立駅 - 夕日ヶ浦木津温泉駅 - 城崎温泉駅
- （　）は城崎温泉行きのみ停車、〔　〕は敦賀行きのみ停車[8][9]。

### 2025年（令和7年）冬
2025年（令和7年）1月6日 - 3月14日まで、木曜日を除き、大阪駅 - 浜坂駅間で運行される臨時特急「かにカニはまかぜ」の増結車両として運行される。1 - 3号車が「はなあかり」車両、4 - 6号車は一般車両（全車普通車指定席）で運行されるが、3号車と4号車の通り抜けはできない。
増結期間中はスーペリアグリーン車に展示されている調度品が、兵庫県の工芸品・アート作品に入れ替えられる。
明石駅 - 香住駅間において、アテンダントによる車内販売が2号車の「サロン」で実施される。
| 実施駅・区間                                | 内容 |
| ------------------------------------------- | --- |
| 寺前駅 （下り、1/10・1/17・1/24・1/31のみ） | 神河町のマスコットキャラクター「カーミン」によるお出迎え 神河町をPRする横断幕でのお出迎え                        |
| 城崎温泉駅 （下りのみ）                     | 豊岡市のマスコットキャラクター「玄武岩の玄さん」によるお出迎え（1/6のみ） 横断幕等によるお出迎え（一部日程のみ） |
| 竹野駅 （下り、一部日程のみ）               | 手旗等でのお出迎え                                                                                               |
| 香住駅 （下り、1/6のみ）                    | 手旗等でのお出迎え 香美町のマスコットキャラクター「松葉くん」によるお出迎え 観光パンフレット・ノベルティ等の配布 |
| 浜坂駅 （1/6のみ）                          | 新温泉町のマスコットキャラクター「湯～たん」によるお出迎え・お見送り 観光パンフレット・ノベルティ等の配布        |
| 姫路駅 - 浜坂駅 （1/11のみ）                | 多可町による観光PR 杉原紙製品の紹介・販売予約受付                                                                |
| 加古川駅 - 城崎温泉駅 （1/28のみ）          | 加古川観光協会による観光パンフレット・ノベルティの配布                                                           |
| 三ノ宮駅 - 竹野駅 （1/31のみ）              | たけの観光協会による観光パンフレット配布 「誕生の塩」販売 日本酒試飲                                             |

| 展示車両 | 内容       |
| -------- | ---------- |
| 1号車    | 杉原紙     |
| 1号車    | 麦わら細工 |

#### 停車駅
大阪駅 - 三ノ宮駅 - 神戸駅 - 明石駅 - 加古川駅 - 姫路駅 - 福崎駅 - 寺前駅 - 和田山駅 - 豊岡駅 - 城崎温泉駅 - 竹野駅 - 佐津駅 - 香住駅 - 浜坂駅

### 2025年（令和7年）春
2025年（令和7年）4月5日 - 6月29日まで、土曜日に大阪発尾道行き、日曜日に尾道発大阪行きが1日1本ずつ運行される。
運行期間中はスーペリアグリーン車に展示されている調度品が、岡山県・広島県の工芸品・アート作品に入れ替えられる。
全区間において、地元食材を使用した弁当またはスイーツセットが用意される。ただし、観光ナビ「tabiwa by WESTER」での事前予約に加え、乗車区間に各商品ごとに指定された「お渡し駅」を含む場合のみ購入可能となっている。
神戸駅 - 福山駅間において、アテンダントによる車内販売が2号車の「サロン」で実施される。
| 実施駅・区間                           | 内容 |
| -------------------------------------- | --- |
| 岡山駅                                 | 改札内店舗で土産販売 |
| 倉敷駅 （下りのみ）                    | 横断幕でのお出迎え 観光パンフ・ノベルティの配布 大原美術館絵画タペストリーの展示・解説（5/24除く） 大原美術館チケットプレゼント（抽選） 地産品物販・体験 |
| 福山駅 （上りのみ）                    | 福山城ガイドによる解説 |
| 尾道駅                                 | 尾道ガイドガイドツアー（tabiwaトラベルによる有料オプション）                                                                                             |
| 姫路駅 - 倉敷駅 （下り、一部日程のみ） | 倉敷美観地区・瀬戸大橋のYR体験 竹循環社会の解説 |
| 岡山駅 - 尾道駅 （一部日程のみ）       | 尾道産のお茶の解説・体験・販売 |

| 展示車両 | 内容                   |
| -------- | ---------------------- |
| 全車両   | 倉敷はりこ             |
| 全車両   | ばらのオブジェ         |
| 1号車    | 畳縁アート             |
| 1号車    | ジーンズアート         |
| 1号車    | 倉敷てまり             |
| 1号車    | 竹インテリア雑貨       |
| 1号車    | 平山郁夫絵画（複製品） |
| 1号車    | ばらフラワーアート     |

#### 停車駅
大阪駅 - 三ノ宮駅 - 神戸駅 - 姫路駅 - 岡山駅 - 倉敷駅 - 福山駅 - 尾道駅

### 2025年（令和7年）夏
2025年（令和7年）7月5日 - 9月28日まで、大阪駅 - 敦賀駅間で1日1往復が運行される。ただし、敦賀行きは湖西線経由で、大阪行きは琵琶湖線経由で運行される。
運行期間中はスーペリアグリーン車に展示されている調度品が、滋賀県の工芸品・アート作品に入れ替えられる。
全区間において、地元食材を使用した弁当またはスイーツセットが用意される。ただし、観光ナビ「tabiwa by WESTER」での事前予約に加え、乗車区間に各商品ごとに指定された「お渡し駅」を含む場合のみ購入可能となっている。
京都駅 - 敦賀駅間において、アテンダントによる車内販売が2号車の「サロン」で実施される。
| 実施駅・区間                                         | 内容                                                                         |
| ---------------------------------------------------- | ---------------------------------------------------------------------------- |
| 大津京駅 （一部日程のみ）                            | お出迎え・ご案内                                                             |
| おごと温泉駅                                         | 横断幕でのお出迎え                                                           |
| 近江舞子駅 （一部日程のみ）                          | ホーム上で地産品販売                                                         |
| 敦賀駅 （一部日程のみ）                              | 横断幕でのお出迎え・お見送り 観光パンフレット・ノベルティ等の配布            |
| 長浜駅                                               | ご当地キャラクターによるお出迎え 北近江・豊臣博覧会の案内                    |
| 彦根駅                                               | 横断幕でのお出迎え                                                           |
| 近江八幡駅                                           | 「おもてなし武将隊」によるお出迎え ホーム上で地産品販売                      |
| 草津駅                                               | ウェルカムボード・ご当地キャラクターによるお出迎え お土産の配布              |
| 大津京駅 - 近江舞子駅 （敦賀行き、一部日程のみ）     | びわ湖大津観光大使による案内 ノベルティ配布 「紫の華」「走り井餅」の車内販売 |
| 比叡山坂本駅 - 近江舞子駅 （敦賀行き、一部日程のみ） | 比叡山延暦寺と坂本エリアに関するチラシやノベルティ配布 地産品販売            |
| 近江今津駅 - 敦賀駅 （敦賀行き、一部日程のみ）       | 車内販売 ノベルティ配布 観光PR                                               |
| 敦賀駅 - 米原駅 （大阪行き、一部日程のみ）           | じゃんけん大会 車内放送で米原市・伊吹山の紹介                                |

| 展示車両 | 内容                     |
| -------- | ------------------------ |
| 1号車    | 大津絵                   |
| 1号車    | 藤三郎紐                 |
| 1号車    | 唐橋焼                   |
| 1号車    | 龍爪梅花皮               |
| 1号車    | 布引焼の陶額             |
| 1号車    | 琵琶パールアクセサリー   |
| 1号車    | ののすておりがみ         |
| 1号車    | 八ツ淵の滝のアートパネル |
| 1号車    | 高島帆布カバン           |
| 1号車    | 高島ちぢみ               |
| 1・2号車 | 高島扇子                 |
| 1・2号車 | 雛人形（源氏雛）         |

#### 停車駅
敦賀行き
大阪駅 → 新大阪駅 → 京都駅 → 大津京駅 → 比叡山坂本駅 → おごと温泉駅 → 近江舞子駅 → 近江今津駅 → 敦賀駅
大阪行き
敦賀駅 → 長浜駅 → 米原駅 → 彦根駅 → 近江八幡駅 → 草津駅 → 大津駅 → 京都駅 → 新大阪駅 → 大阪駅

### 2025年（令和7年）秋
「北陸デスティネーションキャンペーン アフターキャンペーン」に合わせ、2025年（令和7年）10月11日 - 12月21日まで、土曜日に敦賀発城崎温泉行き、日曜日に城崎温泉発敦賀行きが1日1本ずつ運行される。ただし、城崎温泉行きは宮津駅・天橋立駅・夕日ヶ浦木津温泉駅からの乗車、敦賀行きは宮津駅・天橋立駅・夕日ヶ浦木津温泉駅での降車はできない。

### 特別運行

#### 鳥取方面
2025年（令和7年）4月29日・5月2日に、特急「はまかぜ」1・4号に増結し、大阪駅 - 鳥取駅間で運行された。4月29日には、鳥取駅到着時に地元関係者によるお出迎えと「しゃんしゃん傘踊り」が披露された。なお、車内の調度品は尾道方面への運行と同じとなる。

#### 山口方面
2025年（令和7年）10月3日 - 10月6日（予定）に、「山口デスティネーションキャンペーンプレキャンペーン」の一環として、新山口駅 - 長門市駅間を山口線・山陰本線経由で運行される。3日・5日に新山口発長門市行き、4日・6日に長門市発新山口行きが運行される。

## 使用車両・編成
吹田総合車両所京都支所所属のキハ189系気動車H5編成（3両編成）を使用する。改造は後藤総合車両所で施工された。
キハ189系は全車普通車で新造されたが、改造後は全車グリーン車となり、形式が「キハ」から「キロ」へ変更され、元番号＋7000となっている。

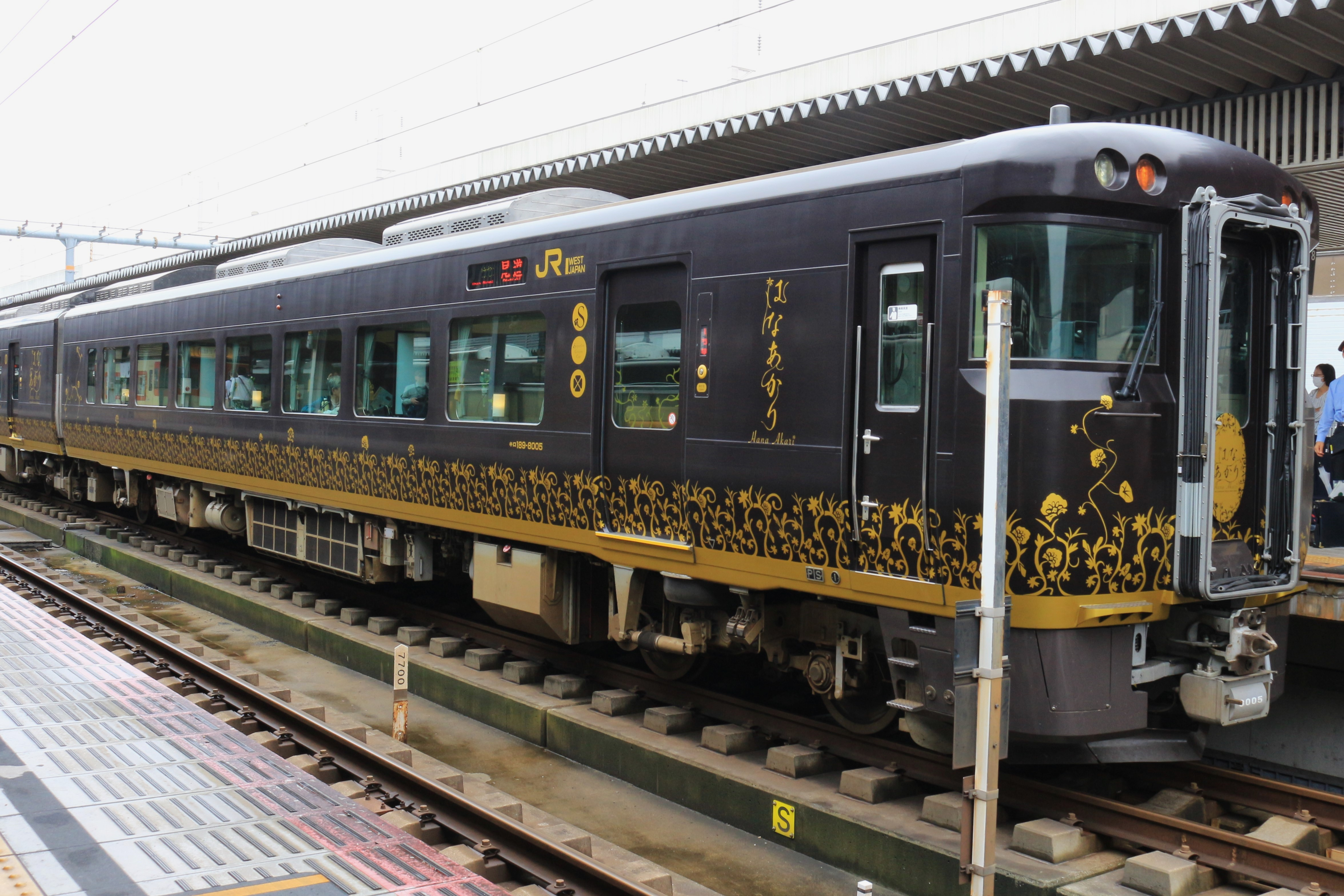
キロ189-8005 （2025年5月17日 姫路駅）
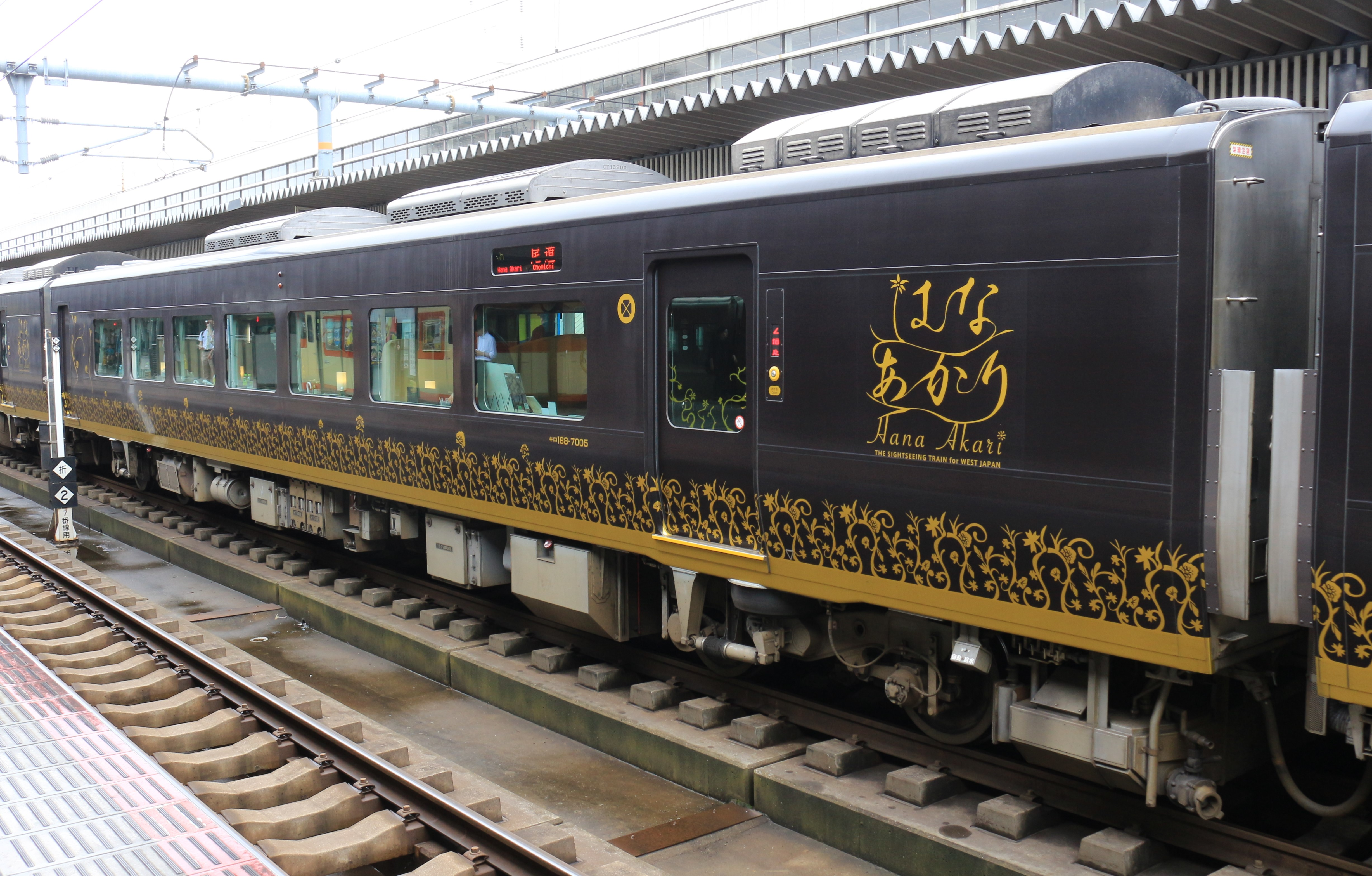
キロ188-7005 （2025年5月17日 姫路駅）
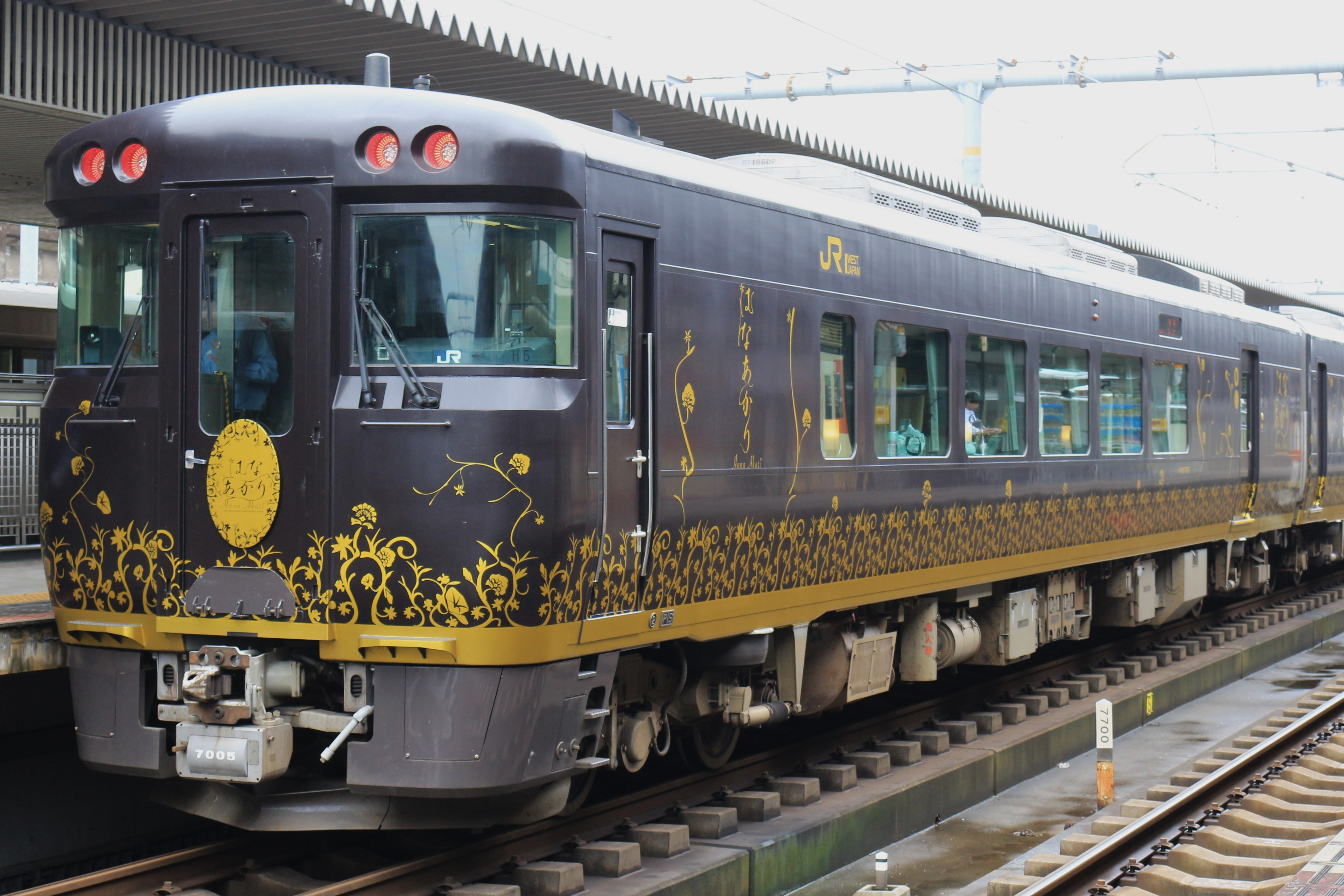
キロ189-7005 （2025年5月17日 姫路駅）

1号車は「スーペリアグリーン車」として、グリーン車よりグレードの高い設備として新設され、個室空間となっている。2号車は「フリースペース」として、特産品の販売やイベントなどに使用される。
| 展示車両 | 内容                   |
| -------- | ---------------------- |
| 全車両   | 京紐組タッセル         |
| 全車両   | 京織物おじゃみ座布団   |
| 1号車    | 出雲たたら製鉄一輪挿し |
| 2・3号車 | 高岡銅器一輪挿し       |

乗車には乗車人数分の運賃＋特急料金に加え、グリーン料金またはスーペリアグリーン料金が必要となる。2024年（令和6年）秋の運行では、京都丹後鉄道線内で別途1,500円のグリーン料金（等級関係なく一律）が必要となる。
| 区間       | 料金     |
| ---------- | -------- |
| 100 kmまで | 7,000円  |
| 200 kmまで | 10,000円 |
| 400 kmまで | 12,780円 |
| 600 kmまで | 15,200円 |

## 沿革
- 2022年（令和4年） 10月22日：2024年（令和6年）秋からの運行開始が決定[1][2]。第1弾として、敦賀駅 - 城崎温泉駅間での運行を発表[1][2]。
- 2023年（令和5年）10月25日：列車名が「はなあかり」に決定[6]。同時に車両デザインも発表[6]。
- 2024年（令和6年）
  - 8月21日：運行開始日・運転日・ダイヤ・スーペリアグリーン料金などを発表[8]。
  - 8月29日：京都鉄道博物館で先行公開[30][31][32]。
  - 8月30日 - 9月3日：京都鉄道博物館で特別展示を実施[30][33]。
  - 10月5日 - 12月22日：土曜日・日曜日に敦賀駅 - 城崎温泉駅間で運行[8][9][34][35]。
- 2025年（令和7年）
  - 1月6日 - 3月14日：木曜日を除き、大阪駅 - 浜坂駅間で臨時特急「かにカニはまかぜ」の増結車両として運行[11][12][13][14][36]。
  - 4月5日 - 6月29日：土曜日・日曜日に大阪駅 - 尾道駅間で運行[16][17][18][19][37]。
  - 4月29日・5月2日：大阪駅 - 鳥取駅間で特急「はまかぜ」1・4号に増結して運行[24][25]。
  - 7月5日 - 9月28日：土曜日・日曜日に大阪駅 - 敦賀駅間（敦賀行きは湖西線経由、大阪行きは琵琶湖線経由）で運行[18][21][22][38][39]。
  - 10月3日 - 10月6日（予定）：新山口駅 - 長門市駅間（山口線・山陰本線経由）で運行[26]。
  - 10月11日 - 12月21日（予定）：土曜日・日曜日に敦賀駅 - 城崎温泉駅間で運行[23]。